# Oleksander Ohloblyn
Oleksandr Ohloblyn (Kiev, 24 de noviembre de 1899-Ludlow, 16 de febrero de 1992) fue un historiador y político ucraniano, alcalde de Kiev durante la ocupación de Ucrania por el Tercer Reich en la Segunda Guerra Mundial.

## Biografía
Nacido el 24 de noviembre de 1899 en Kiev, entonces parte del Imperio ruso. Entró en la Universidad de Kiev en 1917, aunque interrumpió sus estudios en 1919.
Durante el periodo de entreguerras, defendió posturas comunistas; Ohloblyn, que a comienzos la década de 1920 había sido seguido la línea de Mijaíl Pokrovski, acabaría participando de la construcción de una narrativa histórica nacional con respecto a Ucrania ya avanzada la década de 1930. Fue nombrado alcalde de su ciudad natal el 21 de septiembre de 1941, dos días después de la ocupación de la ciudad por los nazis; ejerció el cargo hasta su dimisión el 25 de octubre del mismo año, siendo sucedido por Volodýmyr Bahaziy.
Durante su mandato tuvo lugar la masacre de Babi Yar.
Exiliado en los Estados Unidos, inauguró la cátedra de Estudios Ucranianos de la Universidad Harvard el 11 de octubre de 1968 con una conferencia sobre el Hetmanato cosaco. Falleció en Ludlow, Massachusetts, el 16 de febrero de 1992 a los 92 años.